# بناهای سه دختران دهدشت
بناهای سه دختران دهدشت مربوط به دوره صفوی است و در دهدشت، بالای تپه مشرف به شهر واقع شده و این اثر در تاریخ ۷ مهر ۱۳۸۱ با شمارهٔ ثبت ۶۳۰۰ به‌عنوان یکی از آثار ملی ایران به ثبت رسیده است.